# サム・ロバーズ
サム・ロバーズ（Sam Robards、1961年12月16日 - ）は、アメリカ合衆国の俳優。

## 出演作品
- ねじれた疑惑（カイル・マスターソン）
- ゴシップガール ファイナル・シーズン（ハワード・アーチボルド）
- 最低で最高のサリー
- ボディ・オブ・プルーフ　死体の証言
- ゴシップガール シーズン4（ハワード・アーチボルド）
- グッド・ワイフ2
- ブルーブラッド　〜NYPD家族の絆〜 シーズン1
- ロー&オーダー シーズン20
- 理想の彼氏（フランク）
- ゴシップガール シーズン2（ハワード・アーチボルド）
- ゴシップガール シーズン1（ハワード・アーチボルド）
- アウェイク
- ザ・ホワイトハウス7
- CSI:マイアミ4
- ロー&オーダー　クリミナル・インテント シーズン4
- ザ・ホワイトハウス6
- ミッションX（トム）
- ザ・ホワイトハウス5
- エロトマニア／真実の行方
- スピン・シティ シーズン3（アーサー）
- 暴動刑務所
- 海辺の家
- A.I.（ヘンリー・スウィントン）
- 偶然の恋人
- ブラック＆ブルー／愛をこわさないで
- アメリカン・ビューティー
- 審判
- ビューティフル・ガールズ
- ミセス・パーカー/ジャズエイジの華
- プレタポルテ
- ロー&オーダー シーズン4
- カジュアリティーズ
- 愛と大空に翔けた翼
- バード
- それぞれの楽園
- ファンダンゴ（ケネス）
- テンペスト
- トレメ/ニューオーリンズのキセキ (原題：Treme)（ティム・フィーニー）